# Cossyphe à gorge blanche
Cossypha humeralis
Espèce
Statut de conservation UICN

 LC  : Préoccupation mineure
Le Cossyphe à gorge blanche (Cossypha humeralis) est une espèce d'oiseaux de la famille des Muscicapidae.

## Répartition
Cet oiseau vit dans le sud-est de l'Afrique, notamment en Afrique du Sud, au Swaziland, au Botswana, au Zimbabwe et au Mozambique.